# Pedigree (marque)
Pour les articles homonymes, voir Pedigree (homonymie).
 (juillet 2025).
Si vous disposez d'ouvrages ou d'articles de référence ou si vous connaissez des sites web de qualité traitant du thème abordé ici, merci de compléter l'article en donnant les références utiles à sa vérifiabilité et en les liant à la section « Notes et références ».

Produits Pedigree en étalage aux États-Unis

Pedigree est une marque de nourriture spécialisée pour chiens (croquettes, boîtes, bâtonnets pour les dents, friandises) commercialisée par Mars Petcare. Mars Petcare appartient au groupe américain Mars Incorporated.
La marque Pedigree est aujourd’hui commercialisée dans plus de 70 pays dans le monde.

## Historique
La marque est créée par une classe de commerce[Quoi ?] en 1965. Elle est d’abord apparue en France sous le nom de PAL, en 1966. Ce n’est qu’en 1989 que la société prendra le nom de Pedigree.
En 2002, Pedigree lance Dentastix, des bâtonnets à mâcher d’hygiène bucco-dentaire pour chiens.
En 2008, Pedigree s’engage pour l’adoption des chiens de refuges avec l’opération « Agir pour l’Adoption ».
Le slogan de Pedigree est « Pedigree, nous leur devons le meilleur. »

## Les produits Pedigree
Pedigree commercialise différents produits d’alimentation pour chiens.
- Des croquettes[1] : sous forme de sacs, avec différents formats et selon la taille du chien (petit, moyen, grand). Elles ont été élaborées pour couvrir les besoins nutritionnels des chiens
- Alimentation humide : sous forme de boîtes ou de sachets fraîcheur avec des recettes en sauce, en terrine…
- Des bâtonnets à mâcher pour les soins des dents qui ont pour but de réduire la formation de tartre chez les chiens.
- Des friandises pour chiens sous forme de biscuits, os à mâcher, lamelles… pour les récompenser ou leur faire plaisir.

Le site http://infos.facco.fr/ explique la manière dont sont fabriqués leurs produits.  
La bi-nutrition : Pedigree communique sur l’importance d’associer une alimentation humide et sèche dans le régime alimentaire des chiens. Pedigree indique sur ses paquets les quantités recommandées pour chacun des aliments et friandises.

## Les engagements de Pedigree
Mars Petcare France (société qui commercialise la marque Pedigree) s’engage dans différentes initiatives en faveur de la cause animale.
Depuis 2008, la campagne « Agir pour l’Adoption » favorise l’adoption des chiens de refuges et apporte une aide alimentaire aux refuges soutenus par la fondation 30 Millions d’Amis. En 3 ans, elle a permis d’offrir 6 millions de repas aux chiens des refuges. Elle vise aussi à sensibiliser les Français à l'adoption via différentes campagnes. Ils mettent également en place la campagne « Ils Partent avec nous » depuis plus de 30 ans, avec la marque d’alimentation pour chat Whiskas. Cette campagne est en partenariat avec des vétérinaires et des mairies afin de réduire l’abandon des animaux de compagnie pendant l’été.
L'entreprise soutient également des associations comme Handi’Chiens, qui forme des chiens d’assistance pour des personnes handicapées, et « Parole de Chiens » qui organise la visite de chiens dans des institutions pour personnes âgées. 